# کوسه سرگاوی ژاپنی
کوسه سرگاوی ژاپنی (نام علمی: Heterodontus japonicus) نام یک گونه از سرده کوسه‌های شاخدار است.